# Schloss Schauenstein
Das Schloss Schauenstein, auch „Oberes Schloss“ genannt, steht im Städtchen Fürstenau im Domleschg im schweizerischen Kanton Graubünden. Zusammen mit dem Bischöflichen oder „Unteren Schloss“, bildete es ursprünglich einen Teil der mittelalterlichen Wehranlage.

## Geschichte

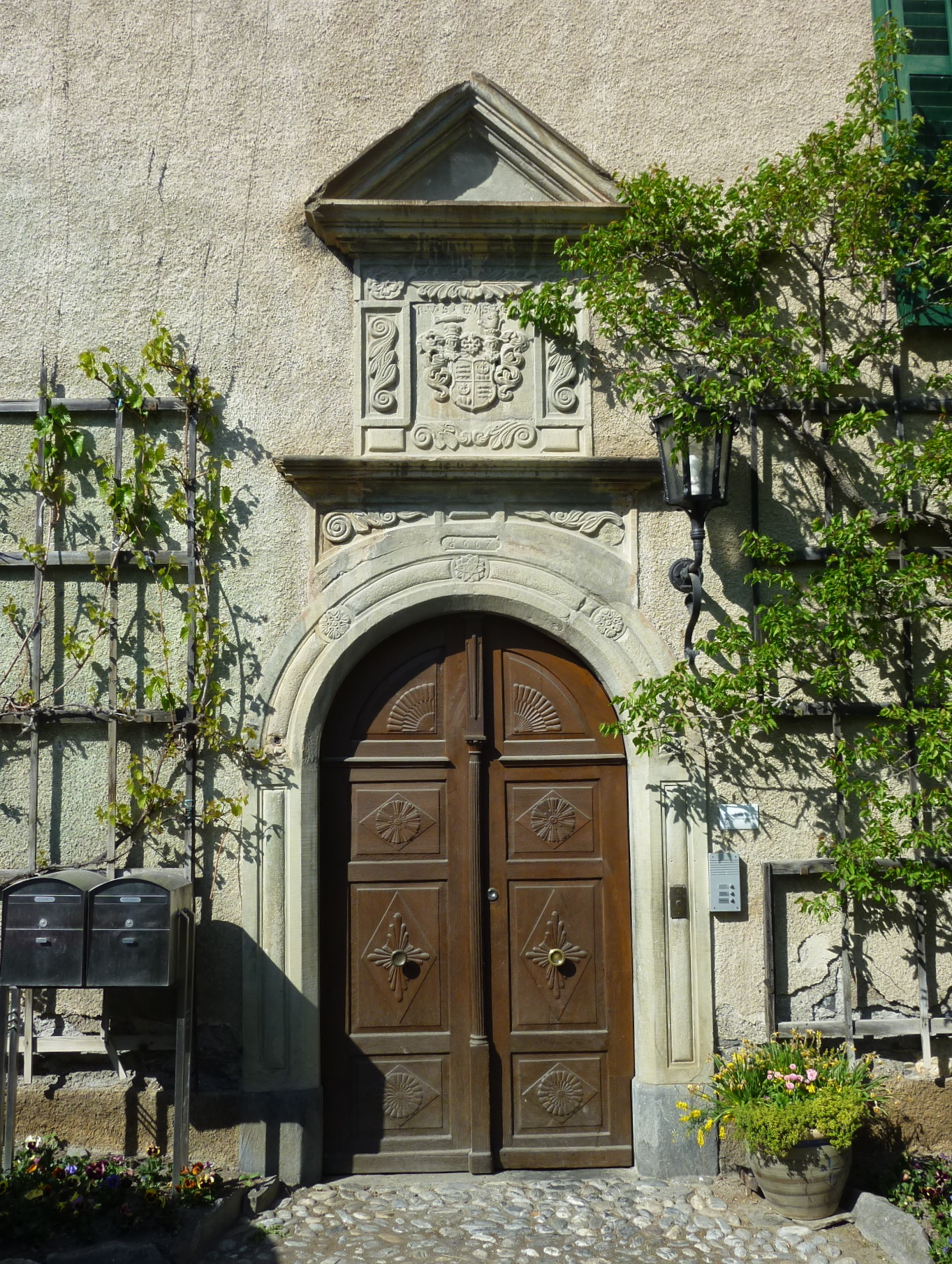
Portal am Westflügel

Der Kern des Schlosses Schauenstein besteht aus einem Turm, dem ursprünglichen östlichen Abschluss der alten Wehranlage. In der Sauna des heutigen Hotels haben sich Fundamente jener Zeit erhalten. Um 1670 erwarben die beiden Vettern Rudolf und Johann Rudolf von Schauenstein den zerfallenden Bau aus dem Besitz des Bischofs von Chur und bezogen ihn in einen Neubau mit ein. Das heutige Erscheinungsbild des Schlosses geht immer noch auf diesen Erweiterungsbau zurück.
Am Portal des Westflügels erinnern neben der Jahreszahl 1667 die Initialen und Allianzwappen des Freiherren Johann Rudolf und seiner Gattin Emilie, geborene Molina, an die Erbauer der Anlage.

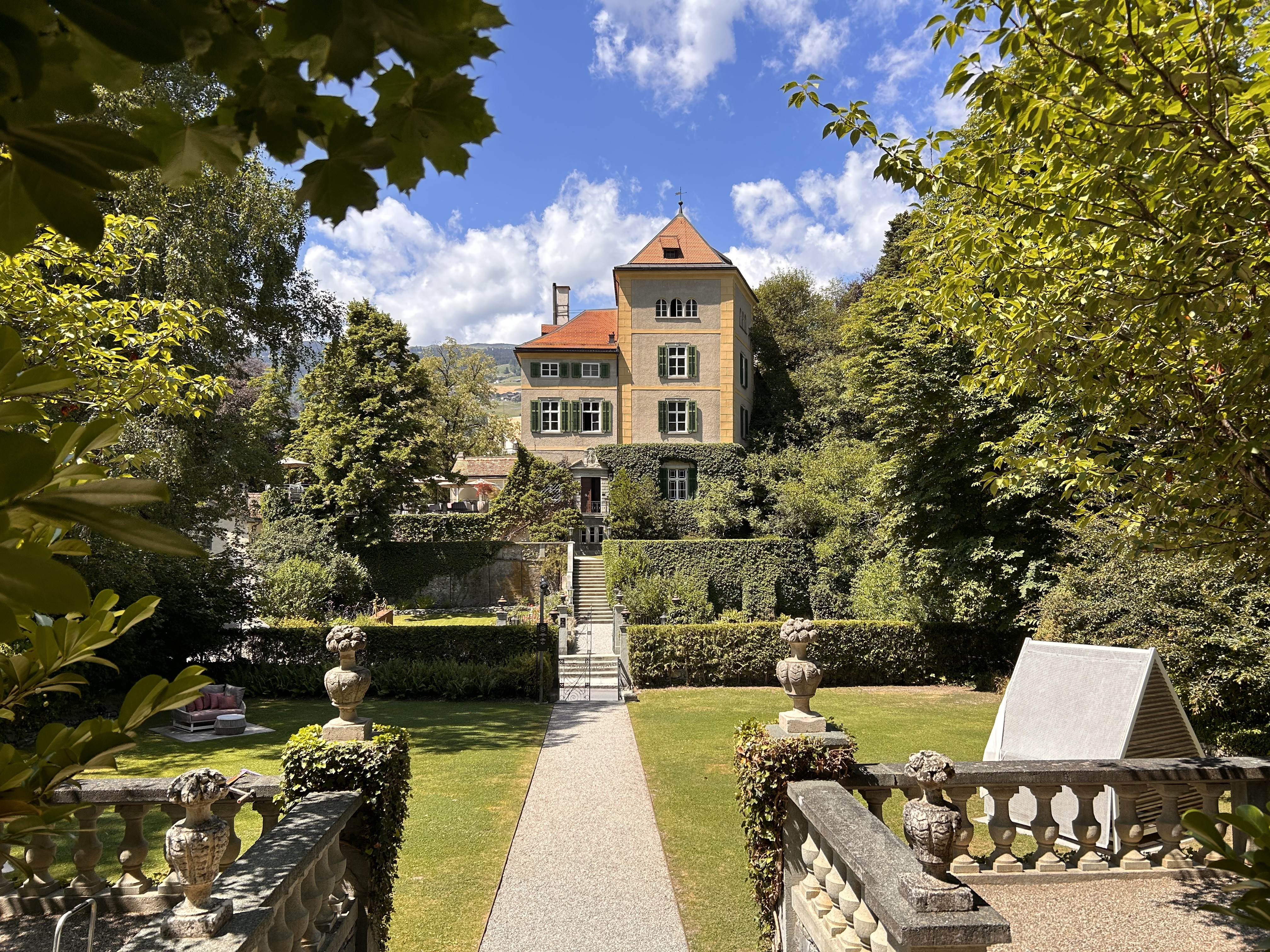
Ostseite

1732 verkaufte der letzte Baron von Schauenstein das Schloss an Carl Ulysses von Stampa. Am 27. Oktober 1742 wurde Fürstenau und das Schloss durch einen Brand zerstört. Das Schloss wurde in seinem östlichen Teil wieder aufgebaut; der südliche Teil wurde bedeutend einfacher errichtet. 1769 erwarb Barbara von Planta aus Genf von der Witwe Stampas das Schloss für ihren Sohn Major Friedrich von Planta. Dieser brachte um 1790 aus Paris die Malereien auf Leinwand mit Schäferszenen für den Salon des Schlosses nach Fürstenau. 1813 wurde Schloss Schauenstein an den verwandten Conradin von Planta aus Zuoz verkauft. Von 1824 bis 1840 diente der westliche Teil des Schlosses als Erziehungsheim, in dem junge Menschen aus italienischen und romanischen Tälern auf die Kantonsschule vorbereitet wurden. Die Schule wurde 1840 geschlossen, das Haus begann zu zerfallen. 1863 kaufte Peter von Planta aus Zuoz den Besitz und liess ihn durch seinen Bruder Franz Albert von Planta-Zuoz verwalten. Nach Peters Tod 1910 liess Robert von Planta, der Begründer des «Dicziunari Rumantsch Grischun» und der Bündner Namen- und Dialektforschung, das Haus von 1910 bis 1912 durch die renommierten Bündner Architekten Schäfer und Risch renovieren und machte es zu einem Treffpunkt für Künstler und Wissenschaftler.
Das Schloss wurde 1941 von Gaudenz von Planta an Rudolf Schoeller und von diesem 1961 an die Emser Werke verkauft. 1998 erwarb es die Heinrich Schwendener-Stiftung aus Sils im Domleschg. 2022 veräusserte die Heinrich-Schwendener-Stiftung das Schloss Schauenstein an den Spitzenkoch Andreas Caminada und den Schweizer Unternehmer Gratian Anda.

## Gourmetrestaurant
2003 haben Küchenchef Andreas Caminada und Sieglinde Zottmaier als Pächter das Haus renoviert. Seitdem wird Schloss Schauenstein als Restaurant und Hotel geführt. 2010 wurde das Restaurant mit 3 Sternen im Guide Michelin und 19 Punkten des Gault-Millau ausgezeichnet. 2011 schaffte es Schloss Schauenstein auf den 23. Platz der S.Pellegrino World’s 50 Best Restaurants.

### Remisa
Im Dezember 2011 eröffnete Caminada in der ehemaligen Kutscherwerkstatt im Süden des Schlosses die «Remisa La Tavlada»; die romanische Bezeichnung für «Haus zur Tischgesellschaft». Am Nachmittag werden am langen Tisch aus Lärchenholz kleine Speisen serviert, am Abend steht die Remisa Gruppen zur Verfügung.

### Casa Caminada
In der «Casa Caminada» ein paar Schritte neben dem Schloss werden Bündner Spezialitäten serviert; die Zutaten stammen von regionalen Produzenten und das Brot aus der hauseigenen Bäckerei. Zehn Gästezimmer stehen zur Verfügung. Der Name bezieht sich neben Andreas auch auf Gion Caminada, der beim Umbau des alten Gebäudes für die Architektur zuständig war.

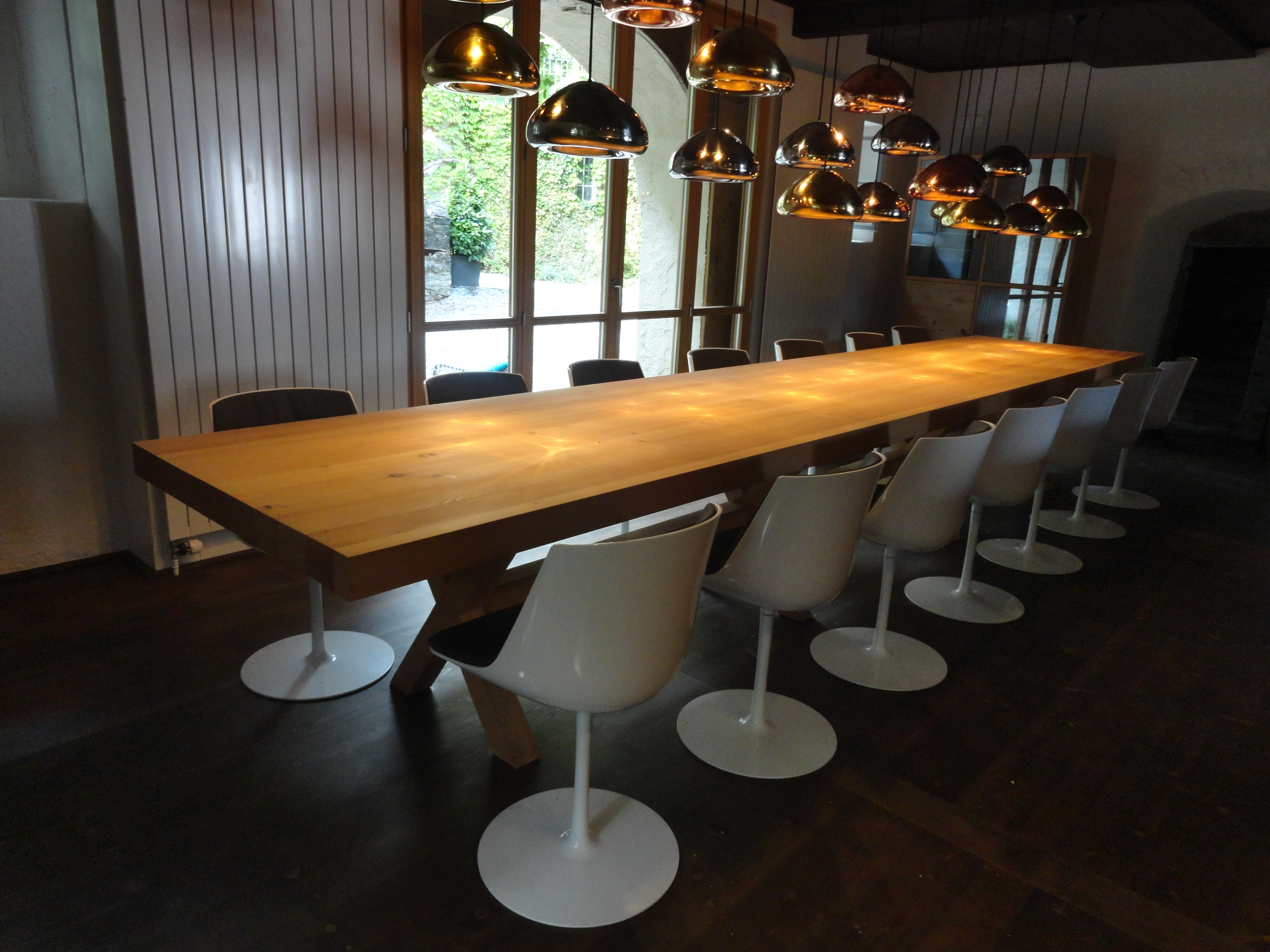
Remisa
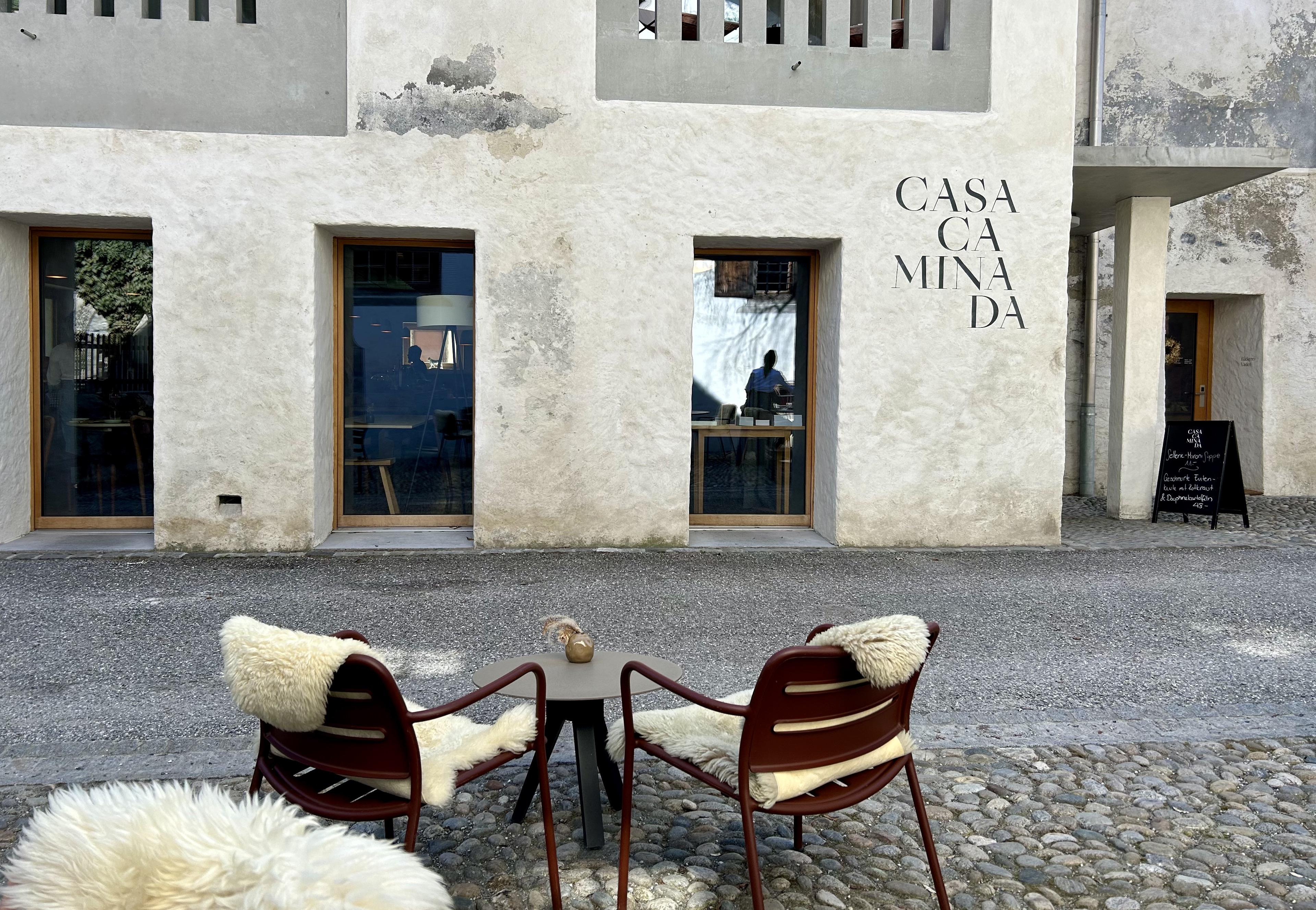
Casa Caminada

## Galerie

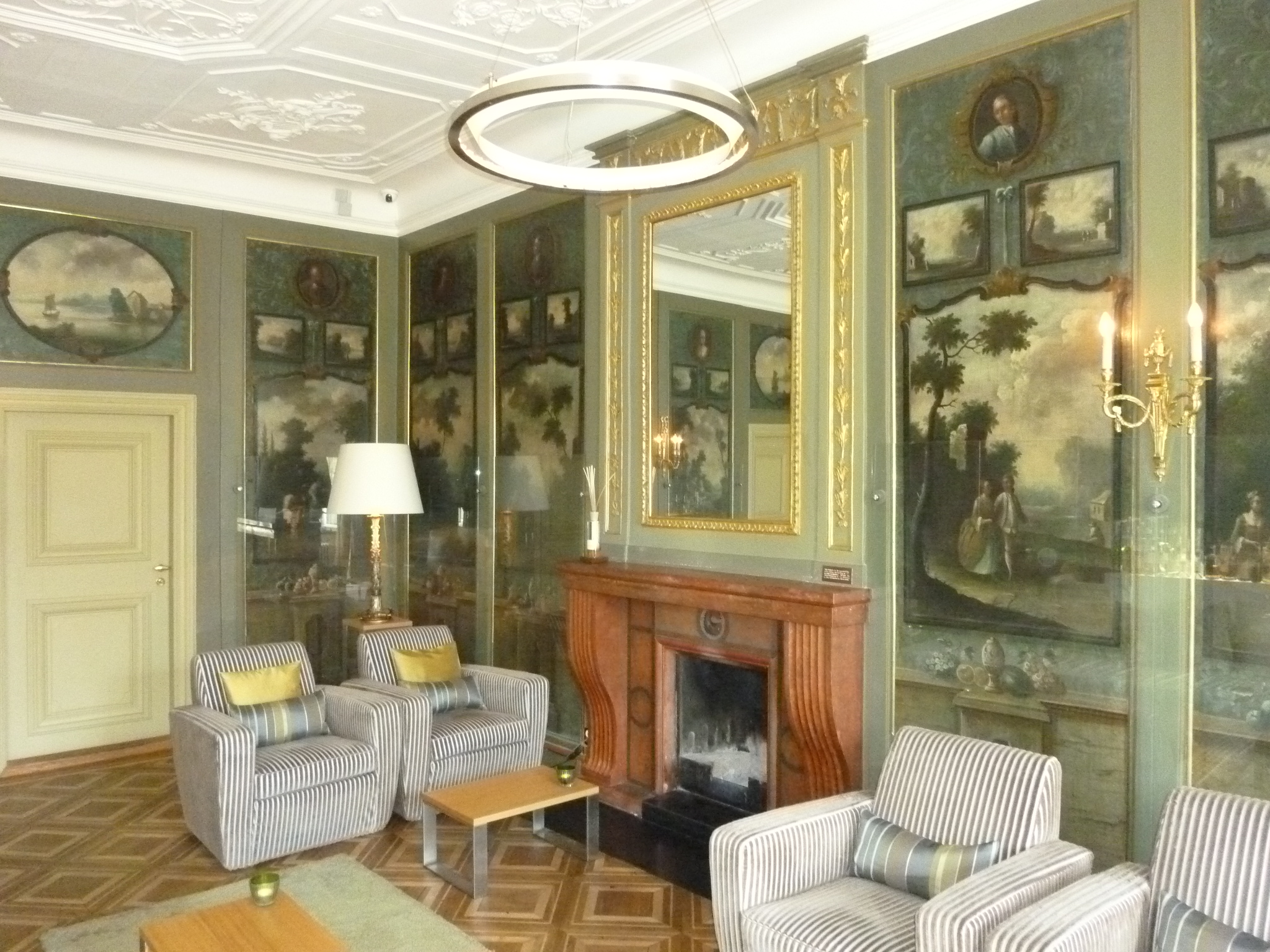
Salon mit französischen Malereien
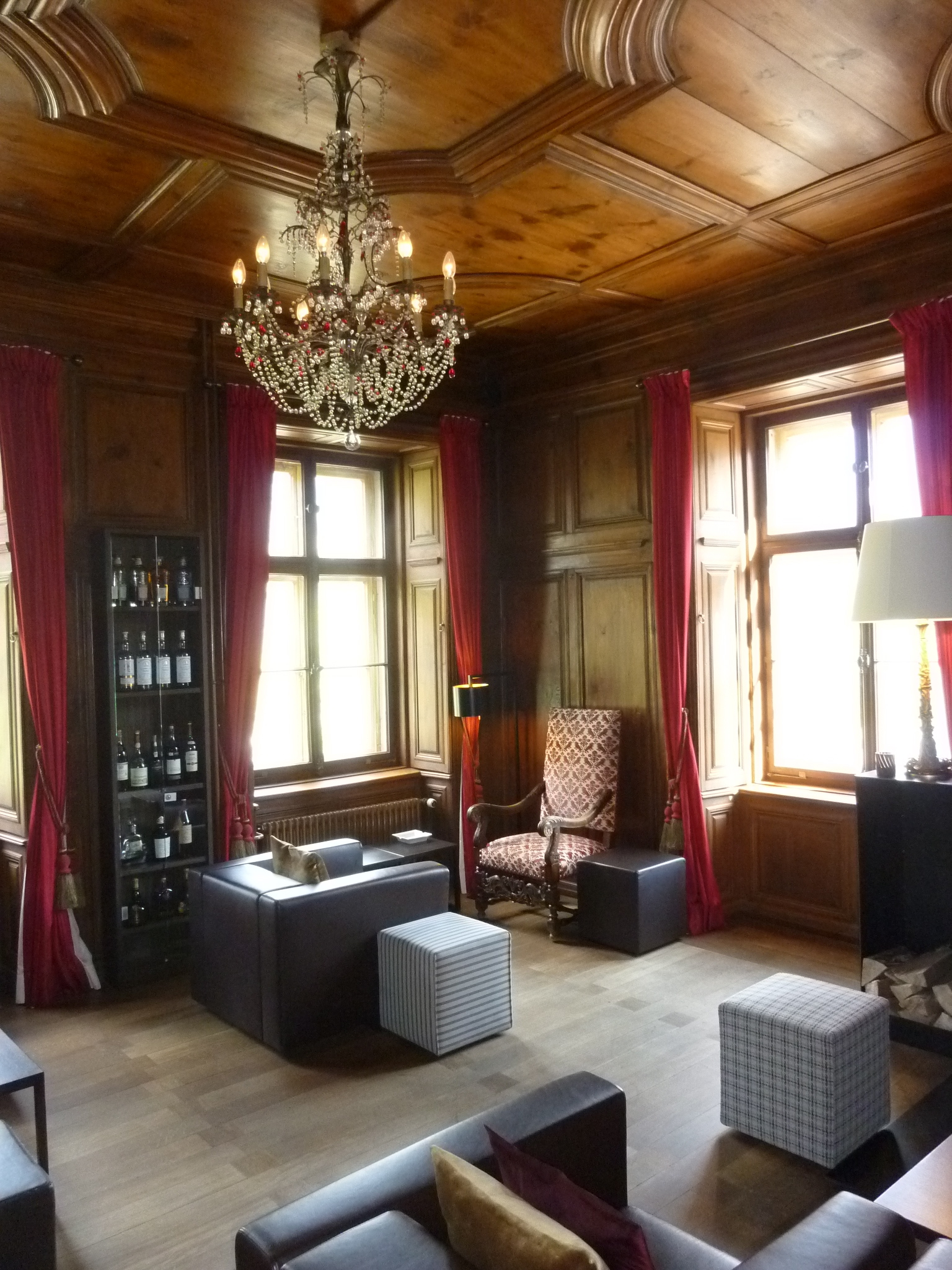
Rauchsalon
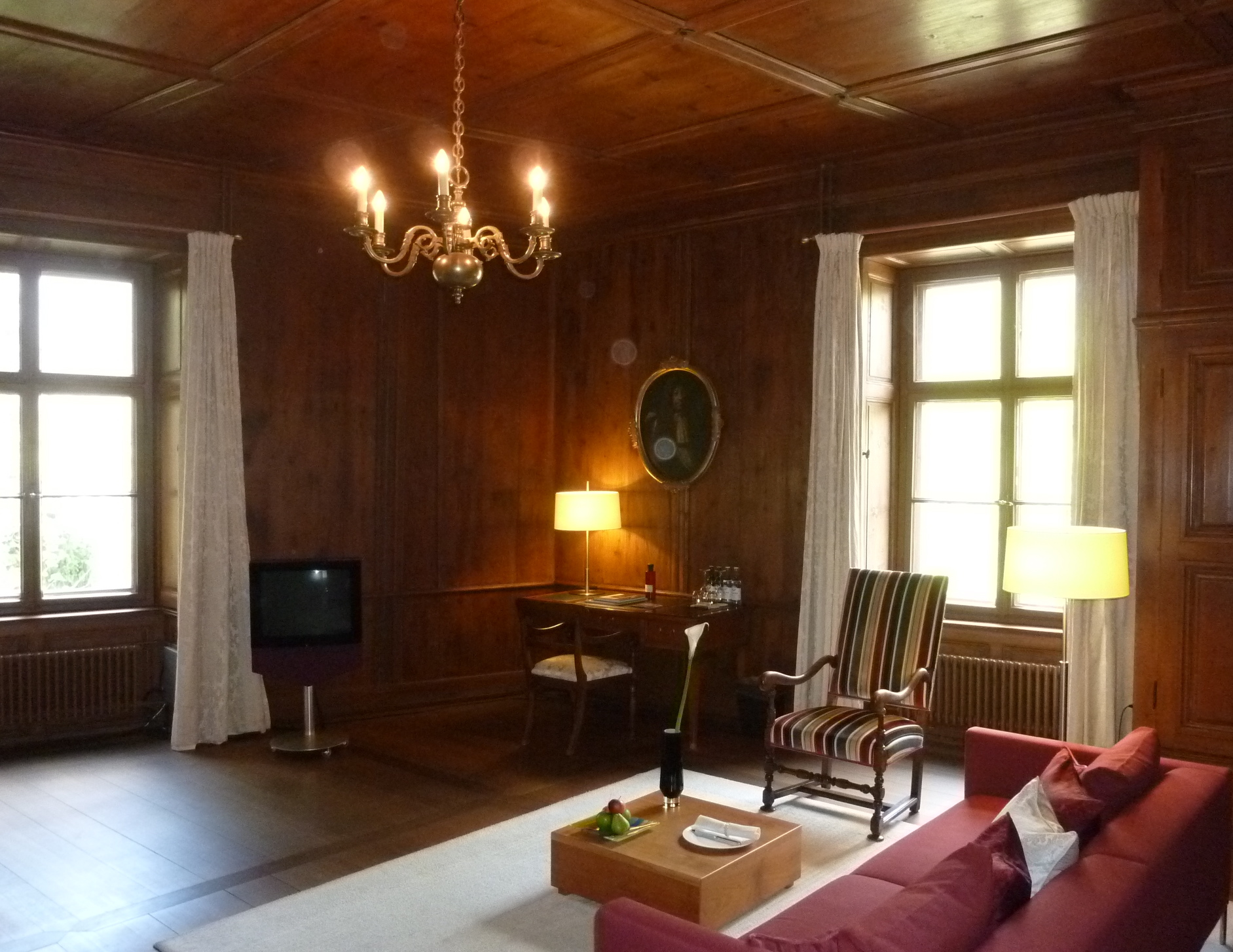
Suite
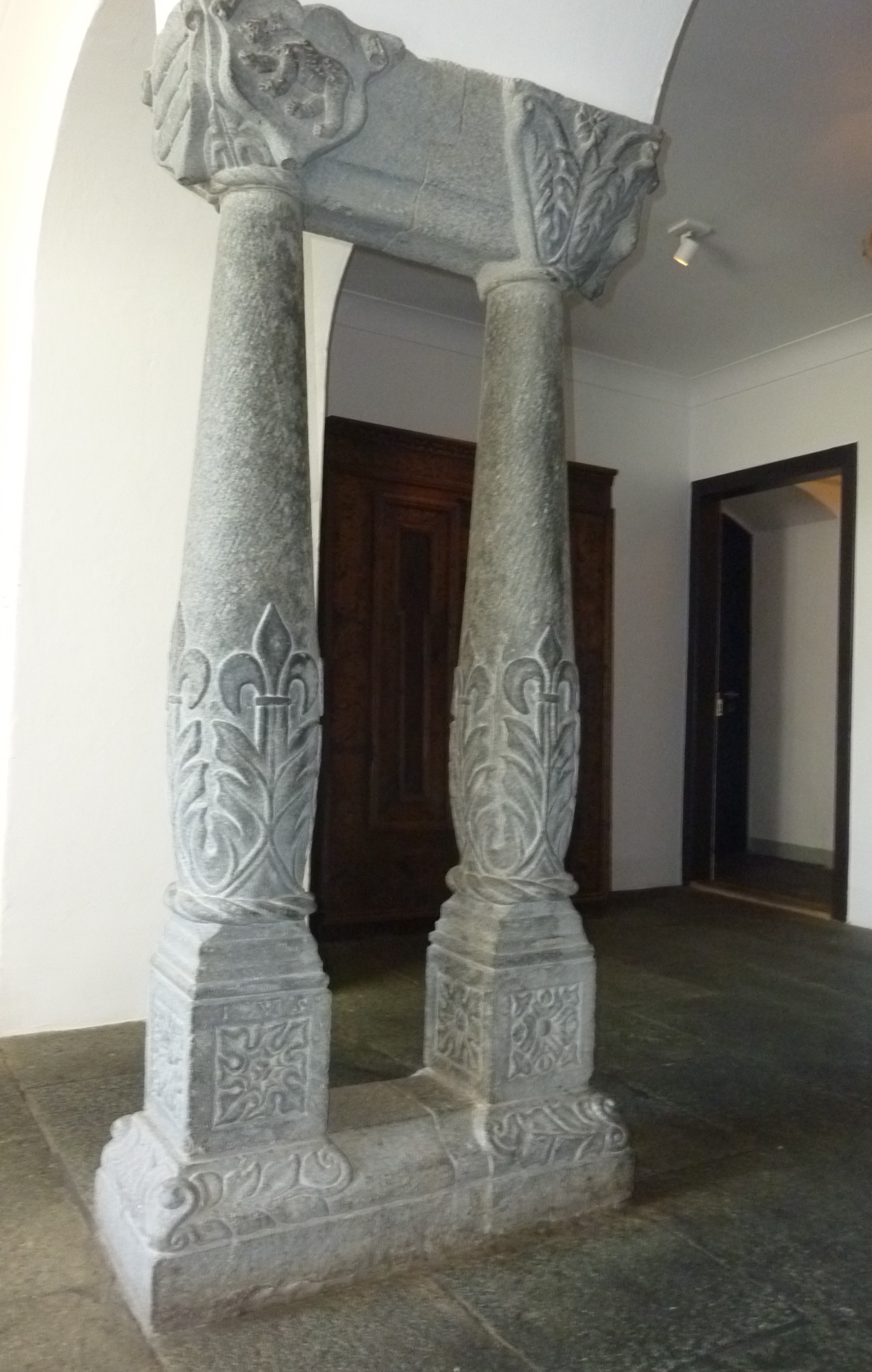
Säulen